# This Is Me... Then
This Is Me... Then je treći studijski album američke pjevačice Jennifer Lopez objavljen 19. studenog 2002. u izdanju Epic Recordsa.

## O albumu
Album je debitirao na šestom mjestu američke ljestvice albuma s prodajom od 310.000 primjeraka u prvom tjednu. Do danas je prodan u preko šest milijuna primjeraka, od čega 2,5 milijuna primjeraka samo u SAD-u. Najveći uspjeh je postigao u SAD-u gdje je dospio na drugo mjesto tamošnje top liste albuma. This Is Me... Then njen je najuspješniji album u Francuskoj te Švedskoj. Lopezina obrada pjesme "You Belong to Me" objavljena je kao singl u Brazilu gdje se ujedno našla i na soundtracku telenovele Mulheres Apaixonadas. "The One" je objavljen kao singl u nekim europskim zemljama, poput Rumunjske gdje je dospio na 41. mjesto tamošnje top liste singlova.

## Popis pjesama
| Br. | Skladba                | Trajanje |
| --- | ---------------------- | -------- |
| 1.  | »Still«                | 3:40     |
| 2.  | »Loving You«           | 3:45     |
| 3.  | »I'm Glad«             | 3:42     |
| 4.  | »The One«              | 3:36     |
| 5.  | »Dear Ben«             | 3:14     |
| 6.  | »All I Have«           | 3:14     |
| 7.  | »Jenny From The Block« | 3:08     |
| 8.  | »Again«                | 5:47     |
| 9.  | »You Belong to Me«     | 3:30     |
| 10. | »I've Been Thinkin«    | 4:41     |
| 11. | »Baby I Love U!«       | 4:43     |
| 12. | »The One«              | 3:31     |

| 13. | »I'm Gonna Be Alright (remiks TrackMastera) (ft. Nas)« | 2:52 |

| 13. | »Jenny from the Block(verzija bez repa)« | 2:49 |

| 13. | »I'm Gonna Be Alright (remiks TrackMastera) (ft. Nas)«   | 2:52 |
| 14. | »Jenny from the Block (Seismic Crew's Latin Disco Trip)« | 6:41 |
| 15. | »All I Have (remiks Ignorantsa) (ft. LL Cool J)«         | 4:03 |
| 16. | »I'm Glad (remiks Paual Oakenfolda)«                     | 5:47 |
| 17. | »The One (klupski remiks Bastonea & Burnza)«             | 7:40 |
| 18. | »Baby I Love U! (remiks R. Kellya)«                      | 4:11 |

## Top liste
| Top liste (2002. – 2003.)  | Pozicija |
| -------------------------- | -------- |
| Australija                 | 14       |
| Austrija                   | 7        |
| Belgija (Flandrija)        | 6        |
| Belgija (Valonija)         | 6        |
| Danska                     | 13       |
| Kanada                     | 5        |
| Nizozemska                 | 4        |
| Francuska                  | 4        |
| Finska                     | 10       |
| Irska                      | 15       |
| Italija                    | 11       |
| Njemačka                   | 4        |
| Norveška                   | 13       |
| Novi Zeland                | 19       |
| Švedska                    | 7        |
| Švicarska                  | 3        |
| Ujedinjeno Kraljevstvo     | 13       |
| SAD Billboard 200          | 2        |
| SAD Top R&B/Hip-Hop Albums | 5        |

## Singlovi
Jenny from the Block
Najavni singl za album bio je "Jenny From The Block". Singl je bio veoma uspješan na top listama. Tema singla je Lopezina svakodnevnica.
All I Have
Drugi singl s albuma "All I Have" također je zabilježio veliki uspjeh. Najveći je uspjeh zabilježio u Novom Zelandu te SAD-u gdje je dospio na broj 1 na top listama. U SAD-u je postao njen četvrti broj 1. Singl je ostao poznat po tužbi Debre Laws.
I'm Glad
Treći singl s albuma bio je "I'm Glad". Singl nije zabilježio veći uspjeh na top listama singlova, ali su njegovi remiksevi bili veliki klupski hitevi u SAD-u.
Baby I Love U!
Četvrti i posljednji singl s albuma bio je "Baby I Love U!". Singl je na top liste dospio u samo tri države. U SAD-u je njen najneuspješniji singl. Za razliku od SAD-a, u Ujedinjenom Kraljevstvu singl je bio veliki hit zauzevši treće mjesto na tamošnjoj top listi singlova.

## Certifikacije
| Država                 | Certifikacija | Prodaja   |
| ---------------------- | ------------- | --------- |
| Australija             | platinasta    | 70.000    |
| Austrija               | zlatna        | 10.000    |
| Belgija                | zlatna        | 15.000    |
| Kanada                 | 2× platinasta | 200.000   |
| Europa                 | platinasta    | 1.000.000 |
| Finska                 | zlatna        | 20.000    |
| Francuska              | 2× zlatna     | 320.000   |
| Njemačka               | zlatna        | 100.000   |
| Mađarska               | zlatna        | 3.000     |
| Nizozemska             | zlatna        | 30.000    |
| Novi Zeland            | zlatna        | 7.500     |
| Portugal               | zlatna        | 10.000    |
| Švedska                | zlatna        | 20.000    |
| Švicarska              | platinasta    | 40.000    |
| Ujedinjeno Kraljevstvo | platinasta    | 300.000   |
| SAD                    | 2× platinasta | 2.500.000 |